# Glicosilació
La glicosilació és un procés químic en el qual s'afegeix un carbohidrat a una altra molècula. Aquesta molècula és denominada acceptor. La molècula acceptora pot ser de molts tipus, per exemple, de naturalesa proteica o lipídica.
Quan la glicosilació s'efectua sobre un grup alcohol o tiol, el procés és anomenat glicosidació, i la molècula resultant és anomenada glicòsid.
Un dels processos de glicosilació més importants és la glicosilació proteica. És el primer dels quatre passos principals de modificació a la síntesi de les proteïnes de les cèl·lules. És la modificació que pot patir una proteïna tant a l'etapa cotranslacional com posttranslacional.
La majoria de les proteïnes sintetitzades al reticle endoplasmàtic rugós experimenten glicosilació, la qual és completada a l'aparell de Golgi.